# Maximiliano Rodríguez (futbolista, nacido en 1989)
Maximiliano Rodríguez (Córdoba, 26 de noviembre de 1989) es un futbolista argentino. Su puesto es el de centrocampista y su equipo actual es Deportivo Riestra de la Primera División de Argentina.

## Trayectoria
Rodríguez comenzó su carrera en 2006 en el General Paz Juniors del Torneo Argentino A, disputó un encuentro en esa temporada donde el club descendió. En 2007 disputó un encuentro en el Club Bella Vista y en 2008 regresó al General Paz Juniors esta vez en el Torneo Argentino B. Al año siguiente, Rodríguez se incorporó al Independiente (Neuquén).
Entre 2010 y 2016, Rodríguez formó parte de Talleres (RdE), club en el que disputó 141 encuentros.
En enero de 2015, fue cedido al Barracas Central de la Primera B Metro, fichando con el club al año siguiente. Formó parte del club en su regreso a la Primera División de Argentina en 2022.

## Estadísticas
Actualizado al último partido disputado el 29 de julio de 2024.
| Club                              | Div.          | Temporada     | Liga  | Liga  | Copas nacionales | Copas nacionales | Copas internacionales | Copas internacionales | Total | Total |
| Club                              | Div.          | Temporada     | Part. | Goles | Part.            | Goles            | Part.                 | Goles                 | Part. | Goles |
| --------------------------------- | ------------- | ------------- | ----- | ----- | ---------------- | ---------------- | --------------------- | --------------------- | ----- | ----- |
| General Paz Juniors Argentina     | 3.ª           | 2016          | 1     | 0     | —                | —                | —                     | —                     | 1     | 0     |
| General Paz Juniors Argentina     | 4.ª           | 2008          | 17    | 2     | —                | —                | —                     | —                     | 17    | 2     |
| General Paz Juniors Argentina     | Total club    | Total club    | 18    | 2     | 0                | 0                | 0                     | 0                     | 18    | 2     |
| Club Bella Vista Argentina        | 4.ª           | 2007          | 1     | 0     | —                | —                | —                     | —                     | 1     | 0     |
| Club Bella Vista Argentina        | Total club    | Total club    | 1     | 0     | 0                | 0                | 0                     | 0                     | 1     | 0     |
| Independiente (Neuquén) Argentina | 4.ª           | 2009-10       | 5     | 0     | —                | —                | —                     | —                     | 5     | 0     |
| Independiente (Neuquén) Argentina | Total club    | Total club    | 5     | 0     | 0                | 0                | 0                     | 0                     | 5     | 0     |
| Talleres (RdE) Argentina          | 4.ª           | 2010 a 2014   | 141   | 12    | 2                | 0                | —                     | —                     | 143   | 12    |
| Talleres (RdE) Argentina          | Total club    | Total club    | 141   | 12    | 2                | 0                | 0                     | 0                     | 143   | 12    |
| Barracas Central Argentina        | 3.ª           | 2015          | 26    | 1     | 1                | 0                | —                     | —                     | 27    | 1     |
| Barracas Central Argentina        | 3.ª           | 2016          | 9     | 0     | 0                | 0                | —                     | —                     | 9     | 0     |
| Barracas Central Argentina        | 3.ª           | 2016-17       | 16    | 1     | 0                | 0                | —                     | —                     | 16    | 1     |
| Barracas Central Argentina        | 3.ª           | 2017-18       | 22    | 2     | 0                | 0                | —                     | —                     | 22    | 2     |
| Barracas Central Argentina        | 3.ª           | 2018-19       | 35    | 2     | 0                | 0                | —                     | —                     | 35    | 2     |
| Barracas Central Argentina        | 2.ª           | 2019-20       | 19    | 0     | 2                | 0                | —                     | —                     | 21    | 0     |
| Barracas Central Argentina        | 1.ª           | 2022          | 22    | 0     | 0                | 0                | —                     | —                     | 22    | 0     |
| Barracas Central Argentina        | 1.ª           | 2023          | 2     | 0     | 0                | 0                | —                     | —                     | 2     | 0     |
| Barracas Central Argentina        | Total club    | Total club    | 151   | 6     | 3                | 0                | 0                     | 0                     | 154   | 6     |
| Deportivo Riestra Argentina       | 2.ª           | 2020-21       | 9     | 0     | 1                | 0                | —                     | —                     | 10    | 0     |
| Deportivo Riestra Argentina       | 2.ª           | 2021          | 32    | 3     | 0                | 0                | —                     | —                     | 32    | 3     |
| Deportivo Riestra Argentina       | 1.ª           | 2024          | 4     | 0     | 14               | 0                | —                     | —                     | 18    | 0     |
| Deportivo Riestra Argentina       | Total club    | Total club    | 45    | 3     | 15               | 0                | 0                     | 0                     | 60    | 3     |
| Total carrera                     | Total carrera | Total carrera | 361   | 23    | 20               | 0                | 0                     | 0                     | 381   | 23    |

## Palmarés

### Títulos nacionales
| Título          | Club             | País      | Año     |
| --------------- | ---------------- | --------- | ------- |
| Primera B Metro | Barracas Central | Argentina | 2018-19 |